# Aplicación progrediente

Si una aplicación, φ, aplica cada punto de una variedad diferenciable M a un punto de una variedad N, entonces el pushforward de φ aplica vectores del espacio tangente en cada punto de M a vectores del espacio tangente a cada punto de N.

La aplicación progrediente o pushforward es una aplicación asociada a una aplicación entre variedades diferenciables, que permite asociar campos tensoriales definidos sobre la primera variedad con campos definidos sobre la segunda.
Supóngase que φ : M → N es una aplicación diferenciable entre variedades diferenciables; entonces la [aplicación] diferencial de φ en un punto x es, en un cierto sentido, la mejor aproximación lineal de φ alrededor del punto x. Es decir, generaliza el concepto de derivada o matriz jacobiana de una función de n variables del cálculo ordinario. Explícimente es una aplicación lineal que va desde el espacio tangente a M en el punto x al espacio tangente a N en el punto φ(x). De ahí, que se use el término push 'empujar' en inglés o progrediente (del latín prōgrediens 'que avanza hacia delante') ya que "lleva hacia delante" vectores de M hasta superponerlos con vectores de N.
La diferencial diferancial (también llamada aplicación tangente) asociada a una aplicación φ también es llamada simplemente derivada o derivada total de φ, y a veces se llama incluso pushforward.

## Motivación
Sea φ:U→V una aplicación diferenciable desde un conjunto abierto U de Rm hasta un conjunto abierto V de Rn. Para cualquier punto x de U, la matriz jacobiana de φ en el punto x (con respecto a las coordenadas estándar) de hecho resulta ser la matriz de componentes de la aplicación diferencial asociada a φ en el punto x, que naturalmente es una aplicación lineal:

{\displaystyle \mathrm {d} \varphi _{x}:\mathbb {R} ^{m}\to \mathbb {R} ^{n}}

de Rm a Rn.
La aplicación progrediente pretende generalizar esto al caso en que φ sea una aplicación continua entre dos variedades diferenciales cualquiera M y N. Además la aplicación progrediente puede generalizarse a objetos tensoriales definidos sobre el espacio tangente a una variedad.

## Diferencial de una aplicación diferenciable
Sea φ: M → N una aplicación lineal entre variedades diferenciables. Dado un cierto x ∈ M, la diferencial de φ en el punto x es una aplicación lineal:

{\displaystyle \mathrm {d} \varphi _{x}:T_{x}M\to T_{\varphi (x)}N\,}

definida en el espacio tangente de M en el punto x al espacio tangente de N en el punto φ(x). La aplicación dφx del espacio vectorial tangente X se llama aplicación progrediente o pushforward de X por φ. La definición exacta de esta aplicación progrediente depende de la definición que uno use para los vectores tangentes.
Por ejemplo, si los vectores tangentes en un punto x se definen como clases de equivalencia de las curvas que pasan a través de x entonces la aplicación diferencial viene dada por:

{\displaystyle \mathrm {d} \varphi _{x}(\gamma '(0))=(\varphi \circ \gamma )'(0).}

donde γ es una curva sobre M que cumple que γ(0) = x. En otras palabras, la aplicación progrediente del vector tangente a la curva γ en 0 es precisamente el vector tangente a la curva φ∘γ en 0.
Por otra parte, si los vectores tangentes se definen como derivaciones que actúan sobre funciones reales diferenciables, entonces la diferencial viene dada por

{\displaystyle \mathrm {d} \varphi _{x}(X)(f)=X(f\circ \varphi )}

Aquí X ∈ TxM, y por tanto X es una derivación definida sobre  M y f es una función real sobre N. Por definición, la aplicación progrediente de X en un punto dado x de M pertenece a Tφ(x)N y por tanto es una derivación.
Escogiendo cartas locales alrededor de x y φ(x), F viene determinada localmente por la aplicación diferenciable:

{\displaystyle {\hat {\varphi }}:U\rightarrow V}

entre conjuntos abiertos de Rm y Rn y dφx tiene representación (en x):

{\displaystyle \mathrm {d} \varphi _{x}{\Bigl (}{\frac {\partial }{\partial u^{a}}}{\Bigr )}={\frac {\partial {\hat {\varphi }}^{b}}{\partial u^{a}}}{\frac {\partial }{\partial v^{b}}},}

usado el convenio de sumación de Einstein, donde las derivadas parciales se evalúan en el punto de U que corresponde a x en la carta local dada. Extendiendo por linealidad esto da la siguiente matriz:

{\displaystyle (\mathrm {d} \varphi _{x})_{a}^{\;b}={\frac {\partial {\hat {\varphi }}^{b}}{\partial u^{a}}}.}

Por tanto la diferencial es una aplicación lineal, entre espacios tangentes, asociados a la aplicación diferenciable φ en cada punto. Por tanto, en ciertas coordenadas locales, se representa por una matriz jacobiana de Rm en Rn. En general, la diferencial no tiene porqué ser invertible (por ejemplo si m > n, pero no sólo en esos casos). Si φ es un difeomorfismo local, entonces la aplicación progrediente en x es invertible y su inversa da precisamente la aplicación regrediente en  Tφ(x)N.
La aplicación diferencial frecuentemente se expresa usando una gran variedad de notaciones distintas, entre las más comunes son:

{\displaystyle D\varphi _{x},\;(\varphi _{*})_{x},\;\varphi '(x).}

Se sigue de la definición que la aplicación diferencial de una composición de aplicaciones es la composición de aplicaciones diferenciables. Ese hecho es el equivalente de la regla de la cadena para aplicaciones diferenciables entre variedades. Asimismo, la aplicación diferencial de un difeomorfismo local es un isomorfismo lineal de espacios vectoriales tangentes.

## Extensión de la diferencial al fibrado tangente
La aplicación diferencial de una aplicación diferenciable φ induce, de una manera obvia, una aplicación entre fibrados (de hecho un homeomorfismo de fibrados vectoriales) del fibrado tangente de M al fibrado tangente de N, denotado como dφ o φ*, que hace que el siguiente diagrama conmute:
donde πM y πN denotan las proyecciones de los fibrados tangentes de M y N respectivamente.
Equivalentemente, φ* = dφ es una aplicación entre fibrados de TM al fibrado regrediente φ*TN sobre M, que podría a su vez ser visto como una sección del fibrado tangente Hom(TM,φ*TN) sobre M.

## Progrediente de campos vectoriales
Dada una aplicación diferenciable φ:M→N y un campo vectorial X sobre M, no siempre es posible definir una campo sobre N que sea la imagen por la aplicación progrediente de X asociada a φ. Por ejemplo, si la aplicación φ no es suprayectiva, no existe ninguna manera natural de definir una "progresión" (extensión de imagen por la aplicación progrediente) fuera de la imagen por φ. De la misma manera, si φ no es inyectiva puede haber más de una elección para dicha "progresión" en un punto dado. Aun así, es posible hacer esta dificultad precisa, usando la noción de campo vectorial a lo largo de un mapa.
Una sección del fibrado tangente de φ*TN sobre M se llama campo vectorial a través de φ. Por ejemplo, si M es una subvariedad de N y φ es su inclusión, entonces un campo vectorial a través de φ es precisamente una sección del fibrado tangente de N a lo largo de M; en particular, un campo vectorial sobre M define una sección de ese tipo vía la inclusión TM dentro de TN. Esta idea se generaliza a aplicaciones diferenciables cualesquiera.
Supóngase que X es un campo vectorial sobre M, i.e., una sección de TM. Entonces, aplicando la aplicación diferencial puntualmente a X se tiene la aplicación progrediente φ*X, que es un campo vectorial a través de φ, i.e., una sección de φ*TN sobre M.